# Garths Ness
Garths Ness – półwysep w południowej części wyspy Mainland w archipelagu Szetlandów. Znajduje się około 2 km na południe od miejscowości Quendale. Od wschodu półwysep oblewają wody zatoki Bay of Quendale.
W latach 1961–77 na wyspie funkcjonowała radiolatarnia w ramach systemu LORAN-A.

## Wypadki
- 5 stycznia 1993 o skały Garths Ness podczas sztormu rozbił się tankowiec MV Braer, powodując wyciek ropy i katastrofę ekologiczną[3].
- W 2013 roku około 0,4 mili morskiej na południowy zachód od półwyspu wpadł do morza śmigłowiec. W wyniku wypadku zginęły 4 osoby[4].